# Kongresswahl in den Föderierten Staaten von Mikronesien 2017
Die Kongresswahl in den Föderierten Staaten von Mikronesien 2016 fanden am 7. März 2017 statt. 

## Wahlergebnis
Die Wahl zur Halbzeit der Legislaturperiode im Jahr 2017 führte zu einer ähnlichen Zusammensetzung des 14-köpfigen Kongresses. Acht der zehn Mitglieder deren zweijährige Amtszeit endete, wurden wiedergewählt.
Da in Mikronesien keine politischen Parteien existieren, stehen alle Kandidaten als unabhängige Kandidaten zur Wahl und die Kampagnen konzentrieren sich in der Regel auf lokale Themen. Zu den nationalen Themen im Jahr 2017 gehörten das Verfassungsreferendum über die doppelte Staatsbürgerschaft, das parallel zu den Parlamentswahlen stattfand, und der Compact of Free Association (COFA) mit den Vereinigten Staaten von Amerika, zu dem im Dezember 2015 eine parlamentarische Resolution verabschiedet wurde. Seit der Unabhängigkeit 1986 befindet sich Mikronesien in freier Assoziation mit den USA auf der Grundlage des COFA, wobei die USA die Föderierten Staaten von Mikronesien (FSM) durch eine jährliche Subvention finanzieren. Im Dezember 2015 wurde in den Kongress eine Resolution eingebracht, dass das Ende des COFA im Jahr 2018 beschlossen werden soll. Diese Resolution war jedoch zum Zeitpunkt der Wahlen im Jahr 2017 noch nicht angenommen worden.